# Sonny Barger
Ralph Hubert Barger Jr., detto Sonny (Modesto, 8 ottobre 1938 – Livermore, 29 giugno 2022) è stato un criminale e scrittore statunitense.
Fu fondatore della prima sezione, nella città di Oakland, del club di motociclisti Hells Angels nel 1957.

## Biografia
Barger nasce nel 1938 nei sobborghi operai di Modesto. Suo padre, Ralph Sr., era un posatore d'asfalto ed occasionalmente uno scaricatore di porto, mentre la madre Kathryn Carmella abbandonò molto presto la famiglia, lasciando lui e sua sorella maggiore Shirley alle prese con il problema di tirare avanti tra Modesto, dove avevano un piccolo appartamento, e Oakland, dove risiedevano in casa della nonna paterna, alla quale sovente si appoggiavano dati anche i seri problemi di dipendenza dall'alcool del padre Ralph.
Fin dall'infanzia Sonny, come lui stesso preferisce farsi chiamare (tale nomignolo deriva da un'usanza tipica degli italiani emigrati negli Stati Uniti d'America, i quali sogliono contraddistinguere con questo nomignolo vezzeggiativo il primo figlio maschio della famiglia), ebbe difficoltà ad adattarsi al modello d'insegnamento scolastico, preferendo bighellonare per la città e osservando affascinato le moto che usavano le pattuglie di polizia, le famose Harley-Davidson.

### L'esperienza sotto le armi
Il 14 luglio 1955 Sonny prestò giuramento nell'esercito degli Stati Uniti d'America, mentendo sulla sua reale età (non aveva ancora, di fatto, l'età legale per l'arruolamento). Scoperto quattordici mesi più tardi, fu congedato e rispedito a casa.

### La nascita del Club
Lasciato l'esercito trovò svariati impieghi, ma più del lavoro era l'andare in giro con gli amici a bordo di moto modificate il vero grande interesse di questo diciottenne, oltre al consumo di alcolici e droghe leggere quali la marijuana. Nel 1956 fondò, seppur per breve tempo, un club col nome di "Oakland Panthers", ma la vera coesione che cercava sembrava mancare all'interno di questo gruppo: nelle difficoltà, quei compagni di scorribande in moto non sarebbero rimasti uniti. Serviva qualcosa di più.
Nell'aprile del 1957, da un gruppo compatto di uomini amanti delle moto, nacque l'"Hell's Angels Motorcycle Club di Oakland": è bene specificarne la città di provenienza, poiché in realtà all'epoca già qualche altro gruppo motociclistico californiano si fregiava di questo nome, e tali omonimie erano dovute all'essersi tutti ispirati al nome di uno squadrone dell'aviazione americana che aveva prestato servizio durante la seconda guerra mondiale. In ogni caso, il primo club motociclistico che si fregiò in assoluto del nome "Hells Angels" furono i vecchi "Pissed-Off Bastards Of Bloomington", che divennero la prima sezione storica dell'"HAMC" ("Hells Angels Motorcycle Club") il giorno del 17 marzo 1948, trasferendo la propria sede a San Bernardino, in California.
Nel corso degli anni, altri gruppi avevano assunto tale nome, il quale a sua volta era stato originariamente mutuato da un film omonimo, girato da Howard Hughes nel 1927: ma la grossa differenza che contribuì alla longevità della sezione di Oakland fu di darsi e imporre ferree regole per mantenere ordinato il club, selezionando gli uomini sulla fedeltà assoluta, l'abilità nel condurre le moto, il senso di fratellanza e lo spirito di sacrificio. Tutti parametri di valutazione che Sonny aveva in gran parte ereditato dalla sua esperienza nell'esercito statunitense, e che furono la causa dell'introduzione, all'interno del club, di termini come "ufficiali" (per indicare le varie figure responsabili all'interno di ogni sede dell'organizzazione), "cariche" (per indicare i rispettivi ruoli organizzativi necessari alla costituzione di una sede autonoma del club) ed "arruolamento" (per indicare il lungo processo di affiliazione al club da parte di un "neofita": tali termini, comunque, sono ormai in disuso presso gli Hells Angels attuali).

### Anni sessanta
Nel 1959 Sonny organizzò un meeting da condurre assieme a tutte le altre forze rappresentative di tutti i maggiori clubs motociclistici "irregolari" della California, e propose una sorta di alleanza dalla quale avrebbero beneficiato tutti.
Gettando un occhio al futuro Barger, nei fatti, propose un'operazione di "regolarizzazione" della situazione allora vigente, a scapito del continuare a sopravvivere come gruppi motociclistici disorganizzati, e al fine di creare una vera e propria "organizzazione nazionale" facente capo a tutti i club motociclistici considerati "fuorilegge" dall'opinione pubblica del tempo.
Fu ugualmente di Sonny l'idea di "suggellare" tale alleanza appena sancita tramite il famigerato distintivo a forma di rombo con la dicitura "1%" (Onepercenters) al suo interno. E fu così che egli divenne anche il primo "biker" ad avere tatuato sul braccio tale simbolo ormai celebre in questo ambiente (per un'esauriente spiegazione dell'"1%", si veda la voce Onepercenters). L'idea originaria era di costituire una gigantesca e compatta corporazione motociclistica "irregolare" alternativa all'A.M.A. ovverosia l'"American Motorcyclist Association", l'associazione regolare ed ufficiale per ogni appassionato delle due ruote negli Stati Uniti, promotrice, in quegli anni, di un'immagine del motociclista come un tipico americano medio onesto e rispettoso delle regole, della legge e delle convenzioni sociali borghesi. Tale idea non andò poi in porto per una serie di ragioni, ma il simbolo "1%" venne adottato da tutti i "club fuorilegge" dell'epoca che non si volevano assolutamente riconoscere nella visione "perbenista" e di vita della moto a livello "hobbistico-familiare", reclusa nelle regole della società americana del tempo, che l'A.M.A. proponeva come sua immagine e attraverso i suoi eventi. E per tal motivo questi club vennero chiamati "Onepercenters".
Durante gli anni sessanta l'HAMC ("Hells Angels Motorcycle Club") si fece conoscere al grande pubblico in molteplici occasioni, suscitando la curiosità, ma più di frequente l'indignazione, dell'opinione pubblica del tempo (definita dai "bikers" con epiteti come "i civili" o "i regolari"), per il modo di andare in giro vestiti, i vistosi ed esagerati tatuaggi, le lunghe barbe e capelli (assunti ad usanza ben prima degli hippies), le idee politiche fortemente pro-Guerra del Vietnam, ed infine l'apparente inclinazione ai movimenti dell'estrema destra (mai confermata, anzi per lo più smentita da loro stessi, nonostante alcuni dei leader più influenti dell'American Nazi Party, tra i quali il presidente George Lincoln Rockwell, tentarono più volte di convincere Sonny e i suoi fratelli di trasformarsi in una sorta di corpo motociclistico para-militare in servizio alla destra militante ed extra-parlamentare americana).
Ma, al di là delle singole convinzioni di ogni membro del gruppo, per stessa ammissione di Sonny, i simboli mutuati dalla cultura nazista, come le aquile e le svastiche, erano un modo per shockare i benpensanti e tener lontani eventuali scocciatori, più che una radicata convinzione politica.
Nel 1965, durante una manifestazione di pacifisti contrari alla Guerra del Vietnam, gli Hells Angels caricarono il corteo in segno di solidarietà verso i militari statunitensi che, al di là di ogni commento sulle ragioni del conflitto, combattevano e morivano comunque a migliaia di chilometri da casa. Significativo fu l'episodio successivo a tale evento, nel quale Sonny scrisse una lettera alla Casa Bianca offrendosi volontario, assieme ad altri Angeli, per andare a combattere in Vietnam "in rinforzo" all'esercito regolare.
Un altro famoso episodio che li vide chiudere nel peggiore dei modi il decennio fu la loro partecipazione in qualità di servizio di sicurezza all'Altamont Free Concert organizzato dai Rolling Stones tenutosi all'Altamont Raceway Park, in California, nel dicembre del 1969. Diverse ed ovviamente contrastanti sono le versioni sulle responsabilità dell'accaduto, ma Sonny sostiene che dopo una lunga attesa sul palco degli Stones, l'agitazione del pubblico era ormai troppo pericolosa e difficilmente gestibile dagli Hells Angels. A conclusione di un evento partito male, un tale, di nome Meredith Hunter, si fece largo fra il pubblico e, armato di pistola, esplose un colpo, per venir poi immediatamente respinto dal palco e mortalmente ferito a coltellate da Alan Passaro, un Hells Angel intervenuto. Un tentativo di ricostruzione dell'intera vicenda, nel quale si può anche trovare la versione dei fatti di Sonny Barger, è stato compiuto con il documentario prodotto dal management dei Rolling Stones, Gimme Shelter. Alan Passaro è stato incriminato per omicidio e assolto per motivi di autodifesa da una giuria formata da 8 uomini e 4 donne, dopo una delibera di 12 ore e mezza e 17 giorni di testimonianze. Fu trovato morto annegato, con un'ingente somma di denaro nelle tasche, nel 1985 nell'Anderson Reservoir , un lago artificiale nella Contea di Santa Clara.
Gli anni sessanta segnarono così il "debutto" in grande stile degli Hells Angels nel panorama mediatico, e tutta questa pubblicità non richiesta li avrebbe assurti a star dei B-movies a tema motociclistico, anche con pellicole esclusivamente dedicate a loro, come "Angeli dell'Inferno sulle Ruote" (film abbastanza precedente ad Easy Rider in cui, per la prima volta, si può vedere un giovane Jack Nicholson nel ruolo di protagonista, ed in cui la partecipazione effettiva dei veri Hells Angels, incluso Sonny, si limita a qualche comparsata in gruppo o a qualche ruolo di stuntman nelle riprese in moto più difficili) ed "Hells Angels '69" (altra pellicola-culto, in cui lo stesso Sonny recita una parte consistente assieme a soci leggendari della sezione HAMC di Oakland, come Terry The Tramp, Charlie Magoo, Skip Workman, Fu Griffin ed altri).

### Anni settanta
In questo decennio Sonny dovette affrontare la dura prova del carcere: nel corso degli anni aveva già subito svariate condanne e molti erano stati i suoi capi d'imputazione, ma nel 1972 venne incriminato come autore dell'omicidio di Severo Agero, un cittadino cubano che venne trovato morto nella località di San Leandro assieme ad altre tre persone, le quali furono invece rinvenute cadaveri in una casa di Sol Street, sempre ad Oakland.
Questo capo d'imputazione, unitamente ad un vecchio precedente per possesso di marijuana e possesso illegale di armi da fuoco (i pregiudicati, infatti, non potevano possedere armi in America) gli costò una durissima condanna che lo avrebbe tenuto in carcere per almeno trent'anni.
Con l'aiuto della sua seconda moglie Sharon (la prima, Elsie, era morta nel 1965 a seguito di un aborto clandestino), e dopo cinque anni di galera a Folsom (California), un penitenziario di massima sicurezza, uscì il 3 novembre 1977, avendo la sua difesa fatto decadere l'accusa di omicidio e alcuni capi d'imputazione ormai non più gravi, i quali, sommati assieme, gli erano costati quella lunga condanna.

### Anni ottanta
Gli anni ottanta furono molto intensi per Sonny e l'intera sezione HAMC ("Hells Angels Motorcycle Club") di Oakland: nel giugno del 1979 parte l'operazione RICO ("Racketeer Influenced and Corrupt Organizations Act"). Diverse abitazioni private dei soci di Oakland e San Francisco vengono prese d'assalto dagli agenti federali, ed un gruppo consistente di Angeli, tra i quali ovviamente Sonny, viene immediatamente arrestato e condotto in carcere, dove rimarrà per l'intera durata del processo, ovvero fino al luglio del 1980, senza alcuna possibilità di uscire su cauzione (fissata a cifre mastodontiche). Forse, alla luce dell'astio che gli Hells Angels si erano tirati addosso in trent'anni di scorribande, droga e traffici poco leciti, questa imputazione fu un tentativo di incastrare in maniera definitiva il loro capo carismatico, più che una reale indagine per una qualche fantomatica affiliazione criminale organizzata.
È doveroso precisare infatti che con la legge RICO, se una qualsiasi associazione aveva contatti con chi avesse già commesso reati, anche vecchi di anni e già scontati, si poteva accusare l'associazione stessa di affiliazione criminale organizzata con lo stesso. In ogni caso, dopo una durissima battaglia legale, alla fine del primo grado di giudizio le accuse di affiliazione caddero inesorabilmente, non essendo per nulla suffragate da prove inconfutabili oltre ogni ragionevole dubbio. Tale episodio costituì una serissima minaccia di chiusura definitiva per l'intero HAMC, almeno per quanto riguarda le sezioni statunitensi, dato che anche solo la semplice associazione al club avrebbe automaticamente comportato per chiunque l'accusa penale di affiliazione ad un'associazione criminale considerata alla stessa stregua della mafia italiana e giapponese.
Nel 1982 fu diagnosticato a Sonny un cancro alla laringe, che gli dovette essere asportata: rischiò di perdere la voce ma, cosa più grave, di non poter più guidare una moto, avendo infatti subìto un intervento di rimozione parziale dei muscoli del collo. Riuscì invece a ristabilirsi, pronto per forse la sua ultima sfida ancora con la legge: una condanna per cospirazione interstatale e favoreggiamento di trasporto di esplosivi ai fini di danneggiare, menomare e uccidere.
Tale ultima accusa, a detta dello stesso Sonny, fu il frutto di una "congiura" ai suoi danni, abilmente architettata da un informatore dell'FBI infiltrato all'interno del club, il famigerato Anthony Tait, il quale fece di tutto, partendo da un vecchio regolamento di conti assolutamente a livello personale (e non di club) tra un Hells Angel di Anchorage, in Alaska, e un appartenente al club rivale degli Outlaws MC, di trasformare tale regolamento in una vera e propria guerra tra le due fazioni, chiedendo aiuto a Sonny per ottenere esplosivi e coperture allo scopo di far saltare in aria la sede degli Outlaws a Chicago.Scontati dunque i suoi cinque anni dal 1987 al 1992, ottenne di nuovo la libertà per la quale aveva dovuto lottare così a lungo.

### Ultimi decenni
Negli ultimi anni Sonny si è sistemato a vivere in Arizona, regione dal clima secco e adeguato per chi abbia subito una tracheotomia, dopo aver affrontato il divorzio legale dalla sua seconda leggendaria moglie, Sharon Marie Gruelke, ormai vittima totale della dipendenza di speed e metanfetamine, la quale decise infine di trasferirsi nella California del Sud per seguire un programma di disintossicazione.
A Cave Creek, in Arizona, si è risposato con Noel e ha avuto da lei la figlia Sarrah. Dal 2001 ha intrapreso con successo la carriera di scrittore, cimentandosi nella sua autobiografia, scritta assieme a due cime del giornalismo musicale/di spettacolo del mondo anglosassone, oltre alla produzione di novelle, romanzi e saggi su temi di attualità come il concetto di libertà.

## Filmografia
- Angeli dell'Inferno sulle Ruote, 1967, di Joe Solomon, nel ruolo di sé stesso (altri attori: Jack Nicholson)
- Hells Angels '69, 1969, di Joe Solomon, nel ruolo di sé stesso
- Sons Of Anarchy, 2010, serie televisiva (quarta serie), breve comparsa nel ruolo di Lenny "The Pimp" Janowitz